# Alexander Zuckowski/Diskografie
Diese Diskografie ist eine Übersicht über die musikalischen Werke des deutschen Komponisten, Liedtexters und Musikproduzenten Alexander Zuckowski. Den Schallplattenauszeichnungen zufolge hat er bisher mehr als 5,6 Millionen Tonträger verkauft. Seine erfolgreichste Veröffentlichung ist die Autorenbeteiligung Sofia (Alvaro Soler) mit über 1,2 Millionen verkauften Einheiten.

## Autorenbeteiligungen und Produktionen
Die folgende Tabelle bietet eine Übersicht der Charterfolge von Zuckowski als Autor (A) und Produzent (P). Darüber hinaus enthält die Tabelle auch Titel, die es nicht in die Charts schafften, von denen jedoch Verkaufszahlen bekannt sind.
| Jahr | Titel Interpretation                                                  | Höchstplatzierung, Gesamtwochen, AuszeichnungChartplatzierungen (Jahr, Titel, Interpretation, Platzierungen, Wochen, Auszeichnungen, Anmerkungen) | Höchstplatzierung, Gesamtwochen, AuszeichnungChartplatzierungen (Jahr, Titel, Interpretation, Platzierungen, Wochen, Auszeichnungen, Anmerkungen) | Höchstplatzierung, Gesamtwochen, AuszeichnungChartplatzierungen (Jahr, Titel, Interpretation, Platzierungen, Wochen, Auszeichnungen, Anmerkungen) | Höchstplatzierung, Gesamtwochen, AuszeichnungChartplatzierungen (Jahr, Titel, Interpretation, Platzierungen, Wochen, Auszeichnungen, Anmerkungen) | Anmerkungen                                                                    |
| Jahr | Titel Interpretation                                                  | DE | AT | CH | UK | Anmerkungen                                                                    |
| --- | --------------------------------------------------------------------- | --- | --- | --- | --- | ------------------------------------------------------------------------------ |
| 2003 | Welcome (To My Little Island) A Patrick Nuo                           | DE55 (8 Wo.)DE | — | CH44 (8 Wo.)CH | — | Erstveröffentlichung: 24. November 2003                                        |
| 2005 | Beautiful A, P Patrick Nuo                                            | DE33 (9 Wo.)DE | AT7 (26 Wo.)AT | CH9 (15 Wo.)CH | — | Erstveröffentlichung: 27. Februar 2005                                         |
| 2006 | Slowly A Sasha                                                        | DE26 (9 Wo.)DE | AT16 (12 Wo.)AT | CH56 (11 Wo.)CH | — | Erstveröffentlichung: 3. März 2006                                             |
| 2006 | Goodbye A Sasha                                                       | DE36 (10 Wo.)DE | — | CH77 (2 Wo.)CH | — | Erstveröffentlichung: 26. Mai 2006                                             |
| 2006 | Watchin’ over You A Patrick Nuo                                       | DE52 (5 Wo.)DE | — | CH54 (6 Wo.)CH | — | Erstveröffentlichung: 26. Mai 2006                                             |
| 2006 | Coming Home A, P Sasha                                                | DE10 (13 Wo.)DE | AT24 (11 Wo.)AT | — | — | Erstveröffentlichung: 24. November 2006                                        |
| 2007 | Lucky Day A, P Sasha                                                  | DE12 (17 Wo.)DE | AT18 (21 Wo.)AT | — | — | Erstveröffentlichung: 9. März 2007                                             |
| 2007 | Hide & Seek A Sasha                                                   | DE8 (11 Wo.)DE | AT33 (14 Wo.)AT | CH63 (6 Wo.)CH | — | Erstveröffentlichung: 9. November 2007                                         |
| 2008 | Drück die 1 A Annett Louisan                                          | DE38 (9 Wo.)DE | AT60 (2 Wo.)AT | — | — | Erstveröffentlichung: 26. September 2008                                       |
| 2009 | Half a Dream Away A Blind                                             | DE94 (1 Wo.)DE | — | — | — | Erstveröffentlichung: 2. Oktober 2009                                          |
| 2009 | Wide Awake A Sasha feat. Maria Mena                                   | DE68 (3 Wo.)DE | — | — | — | Erstveröffentlichung: 27. November 2009                                        |
| 2011 | Paradiso A Emma6                                                      | DE60 (5 Wo.)DE | — | — | — | Erstveröffentlichung: 15. Mai 2011                                             |
| 2013 | Hurt Lovers A, P Blue                                                 | DE7 (12 Wo.)DE | AT27 (5 Wo.)AT | CH22 (3 Wo.)CH | UK70 (1 Wo.)UK | Erstveröffentlichung: 4. Januar 2013                                           |
| 2014 | Rise Like a Phoenix A Conchita Wurst                                  | DE5 (4 Wo.)DE | AT1 Platin · (16 Wo.)AT | CH2 (4 Wo.)CH | UK17 (2 Wo.)UK | Erstveröffentlichung: 18. März 2014 Verkäufe: + 30.000                         |
| 2014 | Kartenhaus A Adel Tawil                                               | DE78 (1 Wo.)DE | — | — | — | Erstveröffentlichung: 14. November 2014                                        |
| 2015 | El mismo sol A Alvaro Soler                                           | DE20 Gold · (21 Wo.)DE | AT6 Gold · (24 Wo.)AT | CH1 Platin · (26 Wo.)CH | — | Erstveröffentlichung: 24. April 2015 Verkäufe: + 715.000                       |
| 2015 | Agosto A Alvaro Soler                                                 | — | — | — | — | Erstveröffentlichung: 26. Juni 2015 Verkäufe: + 20.000                         |
| 2016 | 80 Millionen A Max Giesinger                                          | DE2 Gold · (35 Wo.)DE | AT52 (6 Wo.)AT | CH53 (1 Wo.)CH | — | Erstveröffentlichung: 19. Februar 2016 Verkäufe: + 200.000                     |
| 2016 | Durch die schweren Zeiten A Udo Lindenberg                            | DE26 (13 Wo.)DE | — | — | — | Erstveröffentlichung: 26. Februar 2016                                         |
| 2016 | Sofia A Alvaro Soler                                                  | DE23 ×3Dreifachgold · (23 Wo.)DE | AT3 Platin · (26 Wo.)AT | CH1 ×2Doppelplatin · (71 Wo.)CH | — | Erstveröffentlichung: 14. April 2016 Verkäufe: + 1.406.666                     |
| 2016 | Libre A Alvaro Soler feat. Paty Cantú                                 | — | — | — | — | Erstveröffentlichung: 22. September 2016 Verkäufe: + 50.000                    |
| 2017 | Ist da jemand A Adel Tawil                                            | DE12 Platin · (27 Wo.)DE | AT9 Platin · (22 Wo.)AT | CH3 ×2Doppelplatin · (28 Wo.)CH | — | Erstveröffentlichung: 17. März 2017 Verkäufe: + 470.000                        |
| 2017 | Yo contigo, tú conmigo (The Gong Gong Song) A, P Morat & Alvaro Soler | — | — | — | — | Erstveröffentlichung: 16. Juni 2017 Verkäufe: + 90.000                         |
| 2018 | La cintura A Alvaro Soler                                             | DE7 Platin · (27 Wo.)DE | AT8 Platin · (25 Wo.)AT | CH4 (34 Wo.)CH | — | Erstveröffentlichung: 30. März 2018 Verkäufe: + 1.065.000                      |
| 2018 | Legenden A Max Giesinger                                              | DE38 (15 Wo.)DE | — | CH92 (2 Wo.)CH | — | Erstveröffentlichung: 11. Mai 2018                                             |
| 2018 | Wir ziehen in den Frieden (MTV Unplugged) A Udo Lindenberg            | DE77 (1 Wo.)DE | — | — | — | Erstveröffentlichung: 16. November 2018                                        |
| 2019 | Loca A Alvaro Soler                                                   | — | — | CH95 (1 Wo.)CH | — | Erstveröffentlichung: 25. Januar 2019 Verkäufe: + 65.000                       |
| 2019 | Tu m’appelles A Adel Tawil feat. Peachy                               | DE48 Gold · (13 Wo.)DE | — | CH30 (23 Wo.)CH | — | Erstveröffentlichung: 12. April 2019 Verkäufe: + 200.000                       |
| 2019 | La libertad A Alvaro Soler                                            | DE62 (9 Wo.)DE | AT51 (5 Wo.)AT | CH65 (1 Wo.)CH | — | Erstveröffentlichung: 10. Mai 2019 Verkäufe: + 50.000                          |
| 2019 | 110 (Prolog) A Lea                                                    | DE43 Gold · (10 Wo.)DE | — | CH80 (1 Wo.)CH | — | Erstveröffentlichung: 18. Oktober 2019 Verkäufe: + 200.000                     |
| 2020 | Treppenhaus A Lea                                                     | DE18 Platin · (21 Wo.)DE | AT48 (13 Wo.)AT | CH96 (2 Wo.)CH | — | Erstveröffentlichung: 6. März 2020 Verkäufe: + 400.000                         |
| 2020 | Das Leben (du warst schon immer so) A Lea                             | DE88 (1 Wo.)DE | — | — | — | Erstveröffentlichung: 6. November 2020                                         |
| 2021 | Magia A Alvaro Soler                                                  | DE28 Gold · (22 Wo.)DE | AT21 Gold · (17 Wo.)AT | CH29 (16 Wo.)CH | — | Erstveröffentlichung: 5. März 2021 Verkäufe: + 270.000                         |
| 2021 | Mañana A Alvaro Soler feat. Cali y El Dandee                          | DE98 (3 Wo.)DE | — | CH53 (5 Wo.)CH | — | Erstveröffentlichung: 2. Juli 2021                                             |
| 2021 | Schwarz A Lea feat. Casper                                            | DE7 Gold · (16 Wo.)DE | AT41 Gold · (3 Wo.)AT | CH70 (1 Wo.)CH | — | Erstveröffentlichung: 2. Juli 2021 Verkäufe: + 215.000                         |
| 2021 | Parfum A Lea                                                          | DE43 (4 Wo.)DE | — | — | — | Erstveröffentlichung: 17. September 2021                                       |
| 2022 | A contracorriente A David Bisbal & Alvaro Soler                       | — | — | — | — | Erstveröffentlichung: 14. Januar 2022 Verkäufe: + 30.000                       |
| 2022 | Solo para ti A Alvaro Soler feat. Topic                               | DE57 (12 Wo.)DE | AT65 (3 Wo.)AT | CH52 Gold · (8 Wo.)CH | — | Erstveröffentlichung: 22. April 2022 Verkäufe: + 10.000                        |
| Folgende Lieder erschienen nicht als Single, wurden aber durch das Album zum Download und Streaming bereitgestellt und konnten somit eine Platzierung erlangen: |                                                                       | | | | |                                                                                |
| |                                                                       | | | | |                                                                                |
| 2015 | Das Leben ist schön A, P Sarah Connor                                 | DE49 (2 Wo.)DE | — | — | — | Charteinstieg: 22. Mai 2015                                                    |
| 2020 | 80 Millionen A MoTrip                                                 | DE60 (3 Wo.)DE | — | CH81 (1 Wo.)CH | — | Promo-Single: 6. Mai 2020 Charteinstieg: 15. Mai 2020                          |
| 2020 | 7 Stunden A Lea feat. Capital Bra                                     | DE10 Platin · (17 Wo.)DE | AT14 (8 Wo.)AT | CH27 Gold · (5 Wo.)CH | — | Videoauskopplung: 4. Juni 2020 Charteinstieg: 5. Juni 2020 Verkäufe: + 410.000 |
| 2020 | Augen zu A Elif feat. Samra                                           | DE9 (8 Wo.)DE | AT28 (2 Wo.)AT | CH40 (2 Wo.)CH | — | Charteinstieg: 11. September 2020                                              |

## Sonderveröffentlichungen
| Jahr | Titel Album                                     | Anmerkungen                                                              |
| ---- | ----------------------------------------------- | ------------------------------------------------------------------------ |
| 2000 | … und ganz doll (A cappella) Kinder werden groß | Erstveröffentlichung: 2000 mit Anuschka, Florian, Julian & Nicola Sandra |

| Jahr | Titel Album                                     | Anmerkungen                                |
| ---- | ----------------------------------------------- | ------------------------------------------ |
| 2008 | Dieses Lied KunztStücke – 15 Duette aus Hamburg | Erstveröffentlichung: 2008 mit Justin Balk |

## Statistik

### Chartauswertung
|                       | DE     | AT     | CH     | UK    |
| --------------------- | ------ | ------ | ------ | ----- |
| Nummer-eins-Singles   | DE—DE  | AT1AT  | CH2CH  | UK—UK |
| Top-10-Singles        | DE9DE  | AT6AT  | CH6CH  | UK—UK |
| Singles in den Charts | DE37DE | AT20AT | CH26CH | UK2UK |

|                       | DE    | AT    | CH    | UK    |
| --------------------- | ----- | ----- | ----- | ----- |
| Nummer-eins-Singles   | DE—DE | AT—AT | CH—CH | UK—UK |
| Top-10-Singles        | DE2DE | AT1AT | CH1CH | UK—UK |
| Singles in den Charts | DE5DE | AT4AT | CH2CH | UK1UK |

### Auszeichnungen für Musikverkäufe
| Goldene Schallplatte - Belgien - 2015: für die Autorenbeteiligung El mismo sol - Dänemark - 2019: für die Autorenbeteiligung La cintura - Frankreich - 2016: für die Autorenbeteiligung Sofia - 2019: für die Autorenbeteiligung La cintura - Italien - 2019: für die Autorenbeteiligung La libertad - 2021: für die Autorenbeteiligung Magia - Niederlande - 2015: für die Autorenbeteiligung El mismo sol - 2019: für die Autorenbeteiligung Loca - Polen - 2019: für die Autorenbeteiligung La libertad - 2021: für die Autorenbeteiligung Loca - Spanien - 2021: für die Autorenbeteiligung Magia Platin-Schallplatte - Belgien - 2017: für die Autorenbeteiligung Sofia - 2018: für die Autorenbeteiligung La cintura - Italien - 2016: für die Autorenbeteiligung Libre - 2017: für die Autorenbeteiligung/Produktion Yo contigo, tú conmigo (The Gong Gong Song) - Mexiko - 2019: für die Autorenbeteiligung La cintura - Niederlande - 2017: für die Autorenbeteiligung Sofia - Polen - 2017: für die Autorenbeteiligung Agosto - Schweden - 2018: für die Autorenbeteiligung La cintura - Spanien - 2017: für die Autorenbeteiligung/Produktion Yo contigo, tú conmigo (The Gong Gong Song) - 2022: für die Autorenbeteiligung A contracorriente | 2× Platin-Schallplatte - Spanien - 2016: für die Autorenbeteiligung Sofia - 2020: für die Autorenbeteiligung El mismo sol - Polen - 2021: für die Autorenbeteiligung La cintura 3× Platin-Schallplatte - Italien - 2018: für die Autorenbeteiligung La cintura - Polen - 2017: für die Autorenbeteiligung El mismo sol - Spanien - 2019: für die Autorenbeteiligung La cintura 6× Platin-Schallplatte - Italien - 2017: für die Autorenbeteiligung El mismo sol 6× Platin-Schallplatte - Italien - 2018: für die Autorenbeteiligung Sofia Diamantene Schallplatte - Polen - 2017: für die Autorenbeteiligung Sofia |

Anmerkung: Auszeichnungen in Ländern aus den Charttabellen bzw. Chartboxen sind in ebendiesen zu finden.
| Land/RegionAuszeichnungen für Musikverkäufe (Land/Region, Auszeichnungen, Verkäufe, Quellen) | Gold       | Platin       | Diamant  | Verkäufe  | Quellen              |
| -------------------------------------------------------------------------------------------- | ---------- | ------------ | -------- | --------- | -------------------- |
| Belgien (BRMA)                                                                               | 2× Gold2   | Platin1      | —        | 65.000    | ultratop.be          |
| Dänemark (IFPI)                                                                              | Gold1      | —            | —        | 45.000    | ifpi.dk              |
| Deutschland (BVMI)                                                                           | 7× Gold7   | 5× Platin5   | —        | 3.400.000 | musikindustrie.de    |
| Frankreich (SNEP)                                                                            | 2× Gold2   | —            | —        | 166.666   | snepmusique.com      |
| Italien (FIMI)                                                                               | 2× Gold2   | 18× Platin18 | —        | 960.000   | fimi.it              |
| Mexiko (AMPROFON)                                                                            | —          | Platin1      | —        | 60.000    | amprofon.com.mx      |
| Niederlande (NVPI)                                                                           | 2× Gold2   | Platin1      | —        | 95.000    | nvpi.nl              |
| Österreich (IFPI)                                                                            | 3× Gold3   | 4× Platin4   | —        | 165.000   | ifpi.at              |
| Polen (ZPAV)                                                                                 | 2× Gold2   | 6× Platin6   | Diamant1 | 325.000   | olis.pl              |
| Schweden (IFPI)                                                                              | —          | Platin1      | —        | 40.000    | sverigetopplistan.se |
| Schweiz (IFPI)                                                                               | 2× Gold2   | 5× Platin5   | —        | 150.000   | hitparade.ch         |
| Spanien (Promusicae)                                                                         | 2× Gold2   | 8× Platin8   | —        | 370.000   | elportaldemusica.es  |
| Insgesamt                                                                                    | 25× Gold25 | 50× Platin50 | Diamant1 |           |                      |